# Ellisella atlantica
Ellisella atlantica is een zachte koraalsoort uit de familie Ellisellidae. De koraalsoort komt uit het geslacht Ellisella. Ellisella atlantica werd in 1910 voor het eerst wetenschappelijk beschreven door Toeplitz. 